# アクアライナー (列車)
アクアライナー (Aqua Liner) は、西日本旅客鉄道（JR西日本）が山陰本線の米子駅 - 益田駅間で運行していた快速列車の愛称である。

## 運行形態
廃止前日の2022年3月11日現在では、米子駅 - 益田駅間で上下3本が運転されていた。
最高速度は、米子 - 出雲市間100km/h、出雲市 - 益田間90km/h（2001年のキハ126系運行開始当初は全区間最高速度100km/h）である。
2011年3月12日のダイヤ改正まで、平日朝の益田行き1本は倉吉駅始発で運転されていた。米子駅まで普通列車 (225D)、米子駅からアクアライナー(3453D) となっていたが、このダイヤ改正で前者が米子駅止め、後者が米子駅始発になった。

### 停車駅
米子駅 … この間、各駅停車… 出雲市駅 - （西出雲駅） - （江南駅） - 〈小田駅〉 - 〈田儀駅〉  - （波根駅） - 〈久手駅〉 - 大田市駅 - 【静間駅】 - 【五十猛駅】 - 仁万駅 - 〈馬路駅〉 - 【湯里駅】 - 温泉津駅 - 【石見福光駅】 - （黒松駅） - 【浅利駅】 - 江津駅 - 都野津駅 - 【敬川駅】 - 波子駅 - 【久代駅】 - （下府駅） - 浜田駅 - 西浜田駅 - 《周布駅》 - 折居駅 - 三保三隅駅 - 岡見駅 - 《鎌手駅》 - 《石見津田駅》 - 益田駅
- 特別停車凡例
  - （　）の駅には一部の列車が停車。
  - 【　】の駅には上り1本のみ停車。
  - 〈　〉の駅には下り1本のみ停車。
  - 《　》の駅には上り1本のみ通過。
- 全列車、出雲市駅〜浜田駅間で大田市・仁万・温泉津・江津・都野津・波子に停車する。都野津以外は特急列車の停車がある。1往復を除き、その他に黒松・下府にも停車する。
- 上り1本(3452D)は石見津田・鎌手・周布を通過し、その他はすべて浜田駅〜益田駅で各駅に停車する。
- 上り1本(3454D)は大田市駅まで馬路を除く各駅に停車したのち、西出雲駅までノンストップとなり西出雲駅から各駅に停車する。久代・敬川・浅利・石見福光・湯里・五十猛・静間に停車するのはこの1本のみである。
- 下り1本(3455D)は出雲市駅→大田市駅間で出雲神西を除く各駅に停車する。小田・田儀・久手・馬路に停車するのはこの1本のみである。

### 使用車両
後藤総合車両所に所属するキハ126系0番台が主に使用されていた。ただし、極稀に運用の都合でキハ126系10番台や、キハ121系気動車を2両に連結した編成が使用されることがあった。
2021年10月2日ダイヤ改正時点で全列車が全区間でワンマン運転であった。（車内検札および乗車券の販売で）車掌が乗務することがあるが、あくまでワンマン運転のため進行方向から2両目の車両は一部の駅でドアが開かない。

## 沿革
- 1985年（昭和60年）3月14日：キハ58系を使用し、米子駅・出雲市駅 - 浜田駅・益田駅間で快速「しまねライナー」が運転開始[2]。一部は急行「だいせん」、快速「わかとりライナー」、普通列車として直通するものもあった。
- 1997年（平成9年）3月22日：石見ライナーに改称。
- 2001年（平成13年）7月7日：山陰本線米子駅 - 益田駅間の高速化に伴い、使用車両をキハ126系気動車に変更し、アクアライナーに改称[3]。
- 2006年（平成18年）3月18日：米子駅 - 出雲市駅間は各駅停車になる。
- 2015年（平成27年）3月14日：夕刻に上り1本のみ停車していた列車が通過となり、石見福光駅への停車が無くなる。午後の1本五十猛駅に停車していた列車が通過する[4]。
- 2016年（平成28年）3月26日：石見福光駅への停車列車が上り1本設定され、同駅への停車を再開し馬路駅への停車を取り止める[5]。
- 2019年（令和元年）8月：石見神楽列車を山陰デスティネーションキャンペーンアフターキャンペーンの一環としてラッピングデザインをリニューアル。
- 2020年（令和2年）3月14日：1往復を普通列車に格下げ。4往復（下りの浜田行き1本含む）の運行となる。午前中の上り1本が益田駅～浜田駅間が各駅停車となる[6]。
- 2021年（令和3年）3月13日：夜1往復の出雲市駅～浜田駅間の運転取りやめ。残った各駅停車区間は普通列車として運転となり、3往復の運行となる。
- 2022年（令和4年）3月12日：列車廃止、普通に格下げ[7]。これに伴い、島根県内の定期快速列車は、木次線からの直通して松江駅まで運転される列車があり（逆方向はなし）、平日のみ山陰本線内で快速列車（来待駅・玉造温泉駅通過）となる列車が唯一となった。